# Emerson Etheridge

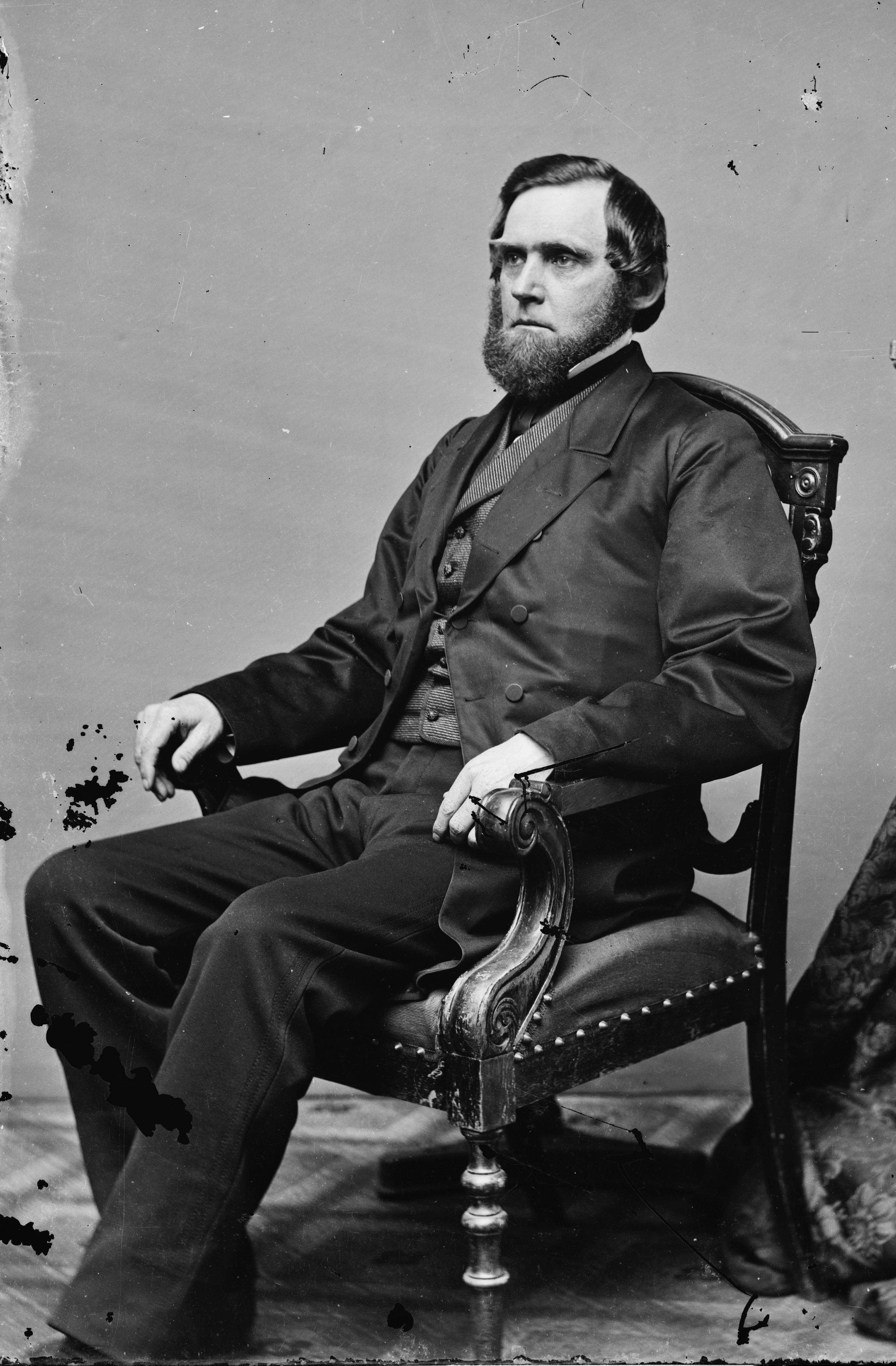
Emerson Etheridge

Emerson Etheridge (* 28. September 1819 im Currituck County, North Carolina; † 21. Oktober 1902 in Dresden, Tennessee) war ein US-amerikanischer Politiker. Zwischen 1853 und 1857 sowie nochmals von 1859 bis 1861  vertrat er den Bundesstaat Tennessee im US-Repräsentantenhaus.

## Werdegang
Im Jahr 1831 kam Emerson Etheridge mit seinen Eltern nach Tennessee, wo er die öffentlichen Schulen besuchte. Nach einem anschließenden Jurastudium und seiner im Jahr 1840 erfolgten Zulassung als Rechtsanwalt begann er in Dresden in seinem neuen Beruf zu arbeiten. Gleichzeitig schlug er als Mitglied der Whig Party eine politische Laufbahn ein. Zwischen 1845 und 1847 war er Abgeordneter im Repräsentantenhaus von Tennessee.
Bei den Kongresswahlen des Jahres 1852 wurde Etheridge im neunten Wahlbezirk von Tennessee in das US-Repräsentantenhaus in Washington, D.C. gewählt, wo er am 4. März 1853 die Nachfolge von Isham G. Harris antrat. Nach einer Wiederwahl konnte er bis zum 3. März 1857 zwei Legislaturperioden im Kongress absolvieren. Diese waren von den Ereignissen und Diskussionen im Vorfeld des Bürgerkrieges bestimmt. Seit 1855 vertrat Etheridge die kurzlebige American Party im Kongress. Im Jahr 1856 unterlag er dem Demokraten John DeWitt Clinton Atkins.
Bei den Wahlen des Jahres 1858 wurde Etheridge als Kandidat der Opposition Party erneut im neunten Distrikt seines Staates in den Kongress gewählt, wo er am 4. März 1859 Atkins wieder ablöste. Bis zum 3. März 1861 konnte er eine weitere Legislaturperiode im US-Repräsentantenhaus verbringen, die von dem unmittelbar bevorstehenden Bürgerkrieg geprägt war. In dieser Zeit war Etheridge Vorsitzender des Indianerausschusses. Er war ein Gegner der Sezession und ein loyaler Anhänger der Union. Zwischen 1861 und 1863 war er als Clerk of the House of Representatives bei der Kongressverwaltung tätig. Im Jahr 1867 kandidierte er erfolglos für das Amt des Gouverneurs von Tennessee: Er unterlag dem republikanischen Amtsinhaber William Gannaway Brownlow deutlich mit 23:77 Prozent der Stimmen. Danach saß er in den Jahren 1869 und 1870 im Senat von Tennessee. Sein letztes öffentliches Amt bekleidete Etheridge zwischen 1891 und 1894 als Leiter der Zollbehörde in Memphis. Er starb am 21. Oktober 1902 in Dresden.